# Dulce Pontes
Dulce José Silva Pontes (bekannt als Dulce Pontes, genannt auch Dulce; * 8. April 1969 in Montijo) ist eine portugiesische Sängerin, Tänzerin und Komponistin. Ihr Gesangsrepertoire umfasst neben dem Fado auch Popmusik, keltische Musik und traditionelle afrikanische Lieder.

## Leben und Leistungen
Dulce Pontes ist seit Anfang der 1990er Jahre eine berühmte Fadosängerin in Portugal. 1991 gewann sie den portugiesischen Songwettbewerb und startete unter dem Namen „Dulce“ beim Eurovision Song Contest. Dort wurde sie von 22 Teilnehmern Achte.
1992 kam dann ihr erstes Album auf den Markt: Lusitana. 1993 erschien ihr zweites Album Lágrimas, das in Portugal eines der bestverkauften Alben aller Zeiten wurde. International bekannter wurde sie durch ein Konzert in Verona mit Ennio Morricone, wo sie Lieder des italienischen Filmkomponisten sang und Morricone dirigierte. 1999 sang die Diva mit Andrea Bocelli ein Duett namens O Mare E Tu, das noch im selben Jahr im Album Sogno von Bocelli erschien. 2003 entstand ein gemeinsames Album von Morricone und Pontes. Sie arbeitete auch musikalisch mit Caetano Veloso, Daniela Mercury, Wayne Shorter und Trilok Gurtu zusammen. 2004 trat sie bei dem Festival Songs an einem Sommerabend auf.
International trat sie dann noch bei der Auslosung der Gruppenspiele für die Fußball-Europameisterschaft 2004 in Portugal in Erscheinung, als sie im Rahmenprogramm auftrat.
Im Jahr 2006 brachte sie mit O coração tem três portas ein Dreifach-Album heraus. Es handelt sich um eine Live-Konzert-CD sowie eine DVD mit Videoaufnahmen. Die zugehörige Studio-CD präsentiert Pontes als ihre eigene Komponistin und Produzentin.
Sie ist auf dem Album Callin All Dawns von Christopher Tin in dem Stück Se é pra vir que venha zu hören, das 2011 erschien.

## Diskografie
- 1992: Lusitana
- 1993: Lágrimas
- 1995: A brisa do coração
- 1996: Caminhos
- 1999: O primeiro canto
- 2002: Best of Dulce Pontes
- 2003: Focus (mit Ennio Morricone)
- 2006: O coração tem três portas
- 2009: Momentos
- 2017: Peregrinaçâo
- 2019: Best of Dulce Pontes
- 2020: Best Of
- 2022: Perfil